# Список переименованных населённых пунктов Новгородской области
Список переименованных населённых пунктов Новгородской области — перечень населённых пунктов на территории современной Новгородской области, сменивших свое название.
В данном списке приведены в алфавитном порядке населённые пункты после переименования. Новое название приводится жирным шрифтом. 
Если не указано иное, то переименованный населённый пункт — сельский.

## А
- Собакино → Александровское[1]

## Б
- Безносово → Братская[2]
- Святое Поле → Бережок[2]
- Колупалово → Березняки[1]
- Угревастое → Березовка[1]
- Коза → Боровая[2]
- Глотово → Борок[1]

## В
- Мотыренка → Васильково[1]
- Новгород → Великий Новгород (1999)
- Задняя → Восход[2]
- Чертово → Высокогорье[2]
- Вытереб → Высокое[1]

## Г
- Згово → Говорово[1]
- Подол → Горки[1]
- Барские Кусони → Григорьево[3]

## Д
- Пёсий Конец → Дубки[2]

## З
- Материще → Залесная[1]
- Вдули → Залесье[1]
- Княжья Гора → Заречная[2]
- Мошенка → Заречная[1]
- Кордюки → Заречье[1]
- Брюхово → Заручевье[2]
- Кривая Часовня → Заря[2]
- Часовня → Зелёная Роща[2]
- Запуковье → Знаменка[1]
- Коломовка → Зуево[4]

## И
- Нижнее Захомутье → Ильичево[1]

## К
- Пекуниха → Клины[1]
- Свинорой → Ключи[1]
- Погорелица → Красная[2]
- Мошонки → Красная Горка [5]
- Рылово → Красная Горка[2]

## Л
- Грязные Харчевни → Лесная[2]
- Волчиха → Лесная Поляна[2]
- Лужа → Лужки[2]

## М
- Брюхово → Майская[2]
- Жидилово → Малиновка[2]
- Задушенье → Маяк[1]
- Заколоденье → Междуречье[1]
- Заноги → Мирная[1]
- Избитово → Мироново[1]

## Н
- Небылицы → Нива[1]
- Мошня → Невская[2]
- Богоявление → Новая[1]
- Клопинино → Новая[2]
- Голодуша → Новоникольское[1]

## О
- Паства → Озерки[2]
- Верхнее Захомутье → Октябрьская[1]
- Жабье → Осиновка[2]
- Суки → Островок[2]

## П
- Бобырь → Петровское[1]
- Мошонка → Подгорная[1]
- Подолы → Подольская[1]
- Плеватица → Полисть[1]
- Мошонкино → Поречье[1]
- Крест → Приволье[2]
- Подол → Приозерье[1]
- Самокража → Приречье[2]
- Смерденицы → Придорожная[1]

## Р
- Холопья Полисть → Радищево[2]
- Гадово → Раздольная[1]
- Падалицы → Рассвет[2]
- Смердий Двор → Родники[2]
- Бобыниха → Рябиновка[1]

## С
- Старое Свинухово → Садовая[1]
- Дураково → Садово[6]
- Вошки → Сады[2]
- Свинорежа → Светлая[1]
- Матарево → Соколово[1]
- Стоячево → Солнечная[1]
- Перницы → Соловьево[1]
- Могильники → Сосновка[1]
- Лопотуха → Степаново[1]

## Т
- Перница → Тополёвка[1]

## Х
- Ходыриха → Приозерная[2]

## Ч
- Смердомцы → Черемушки[1]
- Ям-Чудово → Чудово[7]

## Я
- Новое Свинухово → Яблоново[1]

## Источник
- Г. П. Смолицкая. Топонимический словарь Центральной России. — Москва: Армада-пресс, 2002. — 416 с.
- Е. М. Поспелов. Имена городов: вчера и сегодня (1917—1992): Топонимический словарь. — Москва: Русские словари, 1993. — 249 с.